# Arisarum simorrhinum
Arisarum simorrhinum é uma espécie de planta com flor pertencente à família Araceae. 
A autoridade científica da espécie é Durieu ex Duch., tendo sido publicada em Revue de Botanique, Bulletin Mensuel 1: 360. 1845.

## Portugal
Trata-se de uma espécie presente no território português, nomeadamente em Portugal Continental, no Arquipélago dos Açores e no Arquipélago da Madeira.
Em termos de naturalidade é natural de Portugal Continental e do Arquipélago da Madeira e introduzida no Arquipélago dos Açores.

## Protecção
Não se encontra protegida por legislação portuguesa ou da Comunidade Europeia.